# Ward (Regno Unito)
Un ward del Regno Unito è un distretto elettorale a livello sub-nazionale rappresentato da uno o più consiglieri. È la unità elementare della geografia ed amministrazione britannica (escluse le Isole Scilly).

## Inghilterra
I Borghi di Londra, i distretti metropolitani e quelli non metropolitani (comprese alcune autorità unitarie) sono divisi in wards per le elezioni locali. Le elezioni del "consigli di Contea" (così come per molti consigli unitari, che erano una volta consigli di contea, come il Consiglio dell'Isola di Wight e quello dello Shropshire), usano invece il termine "divisione elettorale". Nelle aree delle contee non metropolitane che hanno sia wards che "divisioni elettorali", i due tipi di suddivisioni possono non avere fra di loro alcuna relazione ma, in generale, i wards vengono considerati come elementi di base per le divisioni elettorali delle contee o alla stessa stregua ma con un numero minore di consiglieri eligendi.
Nelle aree urbane i wards all'interno di un'autorità locale contengono all'incirca lo stesso numero di elettori ed eleggono tre consiglieri. In quelle ove esistono contemporaneamente aree urbane e rurali il numero dei consiglieri può variare da uno a tre, a seconda delle dimensioni dell'elettorato. Un wards può coincidere anche con una parrocchia civile o raggrupparne più di una. Le grandi parrocchie civili (come ad esempio Shrewsbury), possono essere divise in due o più wards.

### Città di Londra
La Città di Londra (City) ha un suo tipo di wards, che sono antiche e permanenti sotto-divisioni della  City, che ha una propria forma di governo locale.

### Parrocchie civili
Le parrocchie civili in Inghilterra sono talvolta divise in wards per le elezioni del consiglio di parrocchia (o town council o city council). Essi possono non avere alcuna relazione con i wards distrettuali o con le divisioni elettorali.

### Uso storico
Le quattro più settentrionali contee storiche d'Inghilterra, Cumberland, Westmorland, County Durham e Northumberland, erano suddivise in unità amministrative chiamate wards anziché centene, come nelle altre contee. I wards erano originariamente zone organizzate a scopo militare, ciascuna avente per centro un castello.

## Galles
Nel Galles il termine elettorale è "divisione elettorale".
Le comunità gallesi, equivalenti alle parrocchie civili in Inghilterra, sono talvolta divise in wards per le elezioni del consiglio della comunità.

## Scozia
Tutta la Scozia è suddivisa in wards per le elezioni dei governi locali con ognuna di esse che elegge da 3 a 4 consiglieri con il voto singolo trasferibile.

## Irlanda del Nord
I distretti nell'Irlanda del Nord sono divisi in aree elettorali, ciascuna delle quali elegge da 5 a 7 consiglieri con il sistema del voto singolo trasferibile. Queste aree sono a loro volta suddivise in wards, che tuttavia non hanno alcuna funzione ufficiale.